# 東京丸 (日本海軍)
東京丸(とうきょうまる/とうきゃうまる)は、日本海軍(兵部省所管)の運輸船(運送船)。悪天候により北海道沖で沈没した。
艦名は都市名(東京)による。

## 船歴
元はニューヨークで1854年(安政元年)に竣工した木造汽船アンクルサム
(UNCLE SAM)。

### 明治4年
明治4年7月12日(1871年8月27日)イギリス人(J.M.バチェルダ)所有の東京丸を兵部省が購入した。
代金160,000円のうち80,000円を支払い、残りは飛隼丸、飛龍丸、行速丸の3隻が80,000円相当として交付された。
9月28日(新暦11月10日)に東京丸は出港し、鹿児島へ回航、
鹿児島を10月18日(新暦11月30日)午前9時に出港し、10月21日(新暦12月3日)午前7時に品海ヘ帰着した。
11月3日(新暦12月14日)、東京丸は艦隊に編入、龍驤艦隊付属となった。
なお明治4年『公文類纂』によると艦隊編入は11月5日(新暦12月16日)となっている。
11月15日(新暦12月26日)に護送艦東京丸は準四等と定められた。
11月21日(1872年1月1日)から横須賀造船所を行幸していた明治天皇は11月23日(1872年1月3日)に東京丸に乗船、海軍閲覧の後に帰途につき、浜殿で上陸した。
12月3日(1872年1月12日)に石炭運搬のために唐津までの回航が命令され、
12月12日(1872年1月21日)出港を予定した。
その後唐津から鹿児島へ回航した。

### 明治5年
翌明治5年1月24日(1872年3月3日)に大坂丸と東京丸は艦隊から除かれ運送船とされた。
2月10日(新暦3月18日)に開拓使から職人や農夫、諸機械などを北海道へ運搬するために東京丸の借用が申し込まれた。
このため当初香港へ向かう予定だった東京丸には2月15日(新暦3月23日)に箱館回航が命令された。
東京丸は2月26日(新暦4月3日)に出港を予定し、
北海道から鹿児島へ回航する計画が立てられた。
東京丸は2月29日(新暦4月6日)午後4時に品海を出港したが、
3月2日(新暦4月9日)、北海道メノコナイ(現函館市女那川町付近)沖で濃霧のために座礁、沈没した。村民の救助により乗員475人全員が助かったが、破損沈没した船体に積まれた荷物の損害は6000両に及んだ。

## 船長
- 磯辺包義 大尉：明治4年7月23日(1871年9月7日)[2][注釈 1] - 明治4年8月18日(1871年10月2日)[23][24]
- 滝山正門 大尉:明治4年8月18日(1871年10月2日)[25] -